# Lei de Apoio à Liberdade da Ucrânia de 2014
Lei de Apoio à Liberdade da Ucrânia de 2014 é uma lei dos Estados Unidos promulgada pelo 113º Congresso para abordar a intervenção militar russa na Ucrânia. Lei de Apoio à Liberdade da Ucrânia foi apresentado no Senado pelo senador Bob Menendez em 16 de setembro de 2014 e co-patrocinado por outros quatorze senadores. A versão final foi assinada pelo presidente Barack Obama em 18 de dezembro de 2014.
A Lei de Apoio à Liberdade da Ucrânia é precedida por projetos de lei semelhantes do Congresso, particularmente a Lei de Apoio à Ucrânia e a Lei de Apoio à Soberania, Integridade, Democracia e Estabilidade Econômica da Ucrânia de 2014.

## Disposições
A lei prevê diversas disposições. Em particular, afirmou que “é política dos EUA ajudar o governo da Ucrânia a restaurar a sua soberania e integridade territorial, a fim de dissuadir o governo da Federação Russa de desestabilizar e invadir ainda mais a Ucrânia e outros países independentes na Europa Oriental e na Ásia Central”. O ato também ordenou que Barack Obama impusesse "três ou mais sanções específicas" contra três entidades: a Rosoboronexport, "uma entidade de propriedade do governo da Federação Russa ou controlada por seus cidadãos que transfere ou intermedia a transferência para, ou conscientemente fabrica ou vende artigos de defesa transferidos para, a Síria ou para o território de um país específico sem o consentimento de seu governo" ou "uma pessoa (indivíduo ou entidade) que conscientemente patrocina ou fornece suporte financeiro, material ou tecnológico para, ou bens ou serviços para ou em apoio a, tal entidade".